# تحويلة سانو
تحويلة سانو هي تحويلة من البطين الأيمن إلى الدورة الدموية الصغرى.
على النقيض من تحويلة بلالوك-توسيغ ، يكون الدوران في المقام الأول في انقباض .
يتم استخدامه أحيانًا كخطوة أولى في إجراءات نوروود.
كان هذا الإجراء رائداً من قبل الجراح القلبية الوعائي الياباني، Shunji Sano (b.1953) في عام 2003.